# Königliche Sternwarte von Belgien
Die Königliche Sternwarte von Belgien (französisch Observatoire royal de Belgique; niederländisch Koninklijke Sterrenwacht van België) ist ein astronomisches Observatorium in Uccle/Ukkel, im Süden der belgischen Hauptstadt Brüssel.
Die Sternwarte hat den IAU-Code 012 und wurde wegen ihrer astronomiegeschichtlichen Bedeutung von der Internationalen Astronomischen Union zum Outstanding Astronomical Heritage erklärt.

## Geschichte

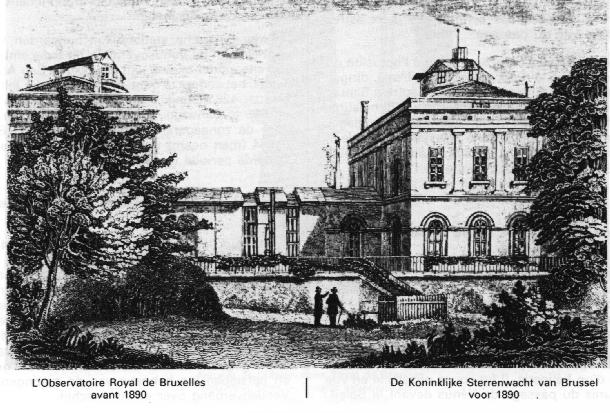
Das alte Observatorium Sint-Joost-ten-Node (vor 1890)

Die Sternwarte wurde 1828 von Adolphe Quetelet in Sint-Joost-ten-Node (am Nordostrand von Brüssel) begründet, der Bau wurde 1827–28 errichtet
1883–1891 wurde dann bei Uccle, auf einem günstigeren Standort südlich von Brüssel, ein neues Observatorium errichtet.  Es liegt  auf dem Groeselenberg in einem kreisrunden Park.
Bis 1913 war das Observatorium auch für den Wetterdienst zuständig, dann wurde das Königliche Meteorologische Institut (KMI) gegründet. Es befindet sich noch immer im selben Baukomplex.
Vor dem Zweiten Weltkrieg verfügte das Observatorium über ein Teleskop mit einem Ein-Meter-Spiegel, baugleich mit dem der Hamburger Sternwarte. Während des Krieges ging dieser jedoch verloren und wurde 1958 durch eine Schmidt-Kamera mit einer Öffnung von 84 cm ersetzt.
Die Sternwarte arbeitete an der Carte du Ciel mit (Epoche 1939–1950, Beobachtungen bis 1964), dabei wurden 117.000 Sternörter kartiert.
Seit 1981 befindet sich hier das Solar Influences Data Analysis Center, das Weltdatenzentrum für die Sonnenflecken-Relativzahl.

## Aktivitäten
Die Hauptaktivitäten der Sternwarte sind:
- Referenzsysteme und Geodynamik
- Astrometrie und Dynamik von Himmelskörpern
- Astrophysik
- Sonnenphysik
- Seismologie[3]